# مودي (مسلسل تلفزيوني)
مودي هو مسلسل تم إنتاجه في الولايات المتحدة. بدأ عرضه في سنة 1972. بلغ عدد مواسم المسلسل 6 مواسم، كما بلغ عدد حلقاته 141 حلقة، وتبلغ مدة الحلقة الواحدة 30 دقيقة. تم بث المسلسل لأول مرة بتاريخ 12 سبتمبر 1972 بينما تم بث آخر حلقة منه بتاريخ 22 أبريل 1978.

## تصنيفات نيلسن
ملاحظة: متوسط تقييم السلسلة بـالخط العريض.
| موسم      | ترتيب | تصنيف |
| --------- | ----- | ----- |
| 1972–1973 | #4    | 24.7  |
| 1973–1974 | #6    | 23.5  |
| 1974–1975 | #9    | 24.9  |
| 1975–1976 | #4    | 25.0  |
| 1976–1977 | #31   | 19.9  |
| 1977–1978 | #75   | 15.2  |

## جوائز وترشيحات

### جوائز غولدن غلوب
- 1973: أفضل برنامج تلفزيوني - موسيقي / كوميدي (ترشيح).
- 1973: أفضل ممثلة تلفزيونية - موسيقي / كوميدي: بيا آرثر (ترشيح).
- 1974: أفضل ممثلة تلفزيونية - موسيقي / كوميدي: بيا آرثر (ترشيح).
- 1975: أفضل برنامج تلفزيوني - موسيقي / كوميدي (ترشيح).
- 1976: أفضل ممثلة تلفزيونية - موسيقي / كوميدي: بيا آرثر (ترشيح).
- 1976: أفضل ممثلة مساعدة - تلفزيون: هيرميون باديلي عن دور «السيدة نيل ناوغاتوك» (فوز).
- 1977: أفضل ممثلة مساعدة - تلفزيون: ادريان باربو (ترشيح).
- 1978: أفضل ممثلة تلفزيونية - موسيقي / كوميدي: بيا آرثر (ترشيح).

### جوائز إيمي
- 1973: الأداء المتميز المستمر لممثلة في دور رئيسي في مسلسل كوميدي - بيا آرثر عن دور: «مود فندلي»..
- 1973: أفضل مسلسل جديد - نورمان لير (المنتج المنفذ) ورود باركر (منتج)
- 1973: أفضل مسلسل كوميدي - نورمان لير (المنتج المنفذ) ورود باركر (ترشيح).
- 1974: أفضل ممثلة في مسلسل كوميدي - بيا آرثر عن ممارسة: «مود فندلي» (ترشيح).
- 1976: أفضل كتابة في مسلسل كوميدي - جاي فولب لحلقة «محلل» (ترشيح).
- 1976: الإخراج المتميز في مسلسل كوميدي - هال كوبر لحلقة «محلل» (ترشيح).
- 1976: أفضل ممثلة في مسلسل كوميدي - بيا آرثر عن دور: «مود فندلي» (ترشيح).
- 1977: أفضل ممثلة في مسلسل كوميدي - بيا آرثر عن دور: «مود فندلي» (فوز).
- 1977: الإخراج الفني المتميز أو تصميم المناظر الطبيعية الخلابة لمسلسل كوميدي - تشاك موراوسكي (المدير الفني) لحلقة «أزمة والتر» (ترشيح).
- 1978: المتميز اتجاه الفن لمسلسل كوميدي - تشاك موراوسكي (المدير الفني) لحلقة «ويك» (ترشيح).
- 1978: الإخراج المتميز في مسلسل كوميدي - هال كوبر (مخرج) حلقة «قرار فيفيان» (ترشيح).
- 1978: أفضل ممثلة في مسلسل كوميدي - بيا آرثر عن دور: «مود فندلي» (ترشيح).

## وصلات خارجية
- مودي على موقع IMDb (الإنجليزية)
- مودي على موقع ميتاكريتيك (الإنجليزية)
- مودي على موقع الموسوعة البريطانية (الإنجليزية)
- مودي على موقع روتن توميتوز (الإنجليزية)
- مودي على موقع نتفليكس (الإنجليزية)
- مودي على موقع كينوبويسك (الروسية)
- مودي على موقع قاعدة بيانات الفيلم (الإنجليزية)
- Information about Maude from the Museum of Broadcast Communications
- Information of Season 1's release on DVD